# Bye Bye Boyfriend
Bye Bye Boyfriend è il singolo di debutto della cantante canadese Fefe Dobson, estratto come primo singolo dall'album Fefe Dobson.

## Tracce
1. Bye Bye Boyfriend – 4:14
2. Stupid Little Love Song – 3:19

## Classifiche
| Classifica (2003) | Posizione massima |
| ----------------- | ----------------- |
| Canada            | 8                 |